# Simplemente Mayra
Simplemente Mayra fue un programa de televisión, emitido en los comienzos de la cadena española Antena 3, en el primer trimestre de 1990. Fue presentado por Mayra Gómez Kemp.

## Formato
Programa de entrevistas en el que personajes populares del mundo del espectáculo, la música o el humor acuden al plató en el que además de ser interrogados, actúan y participan en juegos con la presentadora.
Sin apenas decorados y con la sola compañía de un pianista, según reveló la presentadora años después, el programa apenas contó con recursos económicos y los invitados acudían al plató por su amistad con Mayra. Esta precariedad de medios precipitaría la cancelación del programa.